# Calliandra haematocephala
Calliandra haematocephala là một loài thực vật có hoa trong họ Đậu. Loài này được Hassk. miêu tả khoa học đầu tiên.